# Irbíl
Irbíl (arabsky اربيل‎ Arbīl; kurdsky ھەولێر Hewlêr, v češtině též Arbíl nebo Erbíl) je s populací 1 612 000 obyvatel (2009) čtvrté největší město v Iráku po Bagdádu, Basře a Mosulu. Leží 80 kilometrů východně od Mosulu a je hlavním městem stejnojmenného guvernorátu a celé autonomní oblasti Irácký Kurdistán. První známky osídlení sahají do doby před 150 000 lety a dějiny citadely v centru města jsou staré přes 7000 let, což z ní dělá jedno z nejstarších nepřetržitě osídlených městských sídel na světě. V místním archeologickém muzeu se nachází mnoho předislámským artefaktů a město je centrem archeologických projektů v této oblasti.

## Dějiny
Město bylo součástí několika mezopotámských říší, např. asyrské, babylonské a perské, a později říše arabské a osmanské. Dříve bylo známo pod názvy Urbilum (sumersky), Arbela (aramejsky) a Arbairā (stará perština), někdy se též píše jako Arbíl nebo Erbíl. V asyrské době bylo známým center uctívání bohyně Ištar a v době vlády Peršanů nad Asýrií bylo hlavním městem tohoto území. Když v roce 331 př. n. l. Alexandr Veliký porazil Peršany v bitvě u Gaugamél, perský vůdce Dareios III. prchl do Irbílu a proto se tato bitva někdy nepřesně označuje jako bitva u Arbely. Po smrti Alexandra Velikého se město stalo součástí Seleukovské říše, později se dostalo pod nadvládu Parthů a Sásánovců. Ve středověku byl součástí chalífátu, říše Seldžuků a íránských Bújovců, ílchanátu Džalájirovského sultanátu a Karakojunluské a Akkojunluské říše. Až do pozdního středověku byl Irbíl centrem syrského křesťanství.
V roce 1970 irácká vláda vyhlásila na severovýchodě Iráku autonomní oblast irácký Kurdistán a v Irbílu byl zřízen parlament této oblasti. Ta byla ale až do roku 1991 okupován vojsky Saddáma Husajna a mezi lety 1996–1997 navíc parlament sídlil v Sulajmáníje kvůli bojům mezi dvěma nejvýznamnějšími kurdskými stranami: Kurdskou demokratickou stranu Iráku a Vlasteneckou unií Kurdistánu. Od června 2014 ve městě sídlí ve vnitřním exilu chaldejsko-katolický arcibiskup a syrsko-katolický arcibiskup z Mosulu a desítky tisíc věřících, kteří museli uprchnout před tzv. Islámským státem.

## Citadela

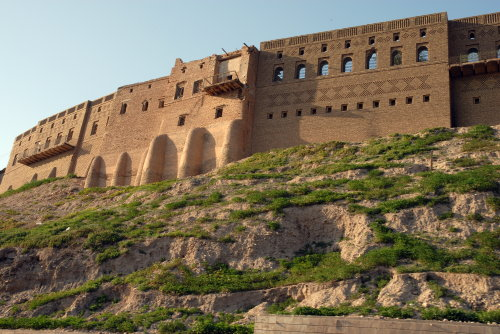
Pohled zespoda na citadelu

Citadela v centru Irbílu stojí na uměle navršeném pahorku (tzv. tellu), převyšujícím okolí o 25–32 metrů. Má oválný tvar o rozměrech 430×340 metrů a celkovou rozlohu 102 000 m². Podle UNESCO je to nejstarší nepřetržitě obydlené město na světě, které vzniklo před více než 7000 lety. V citadele se nacházejí 3 mešity, veřejné lázně, dvě brány, 550 domů a několik otevřených prostor. Více než polovina domů má významnou kulturní a architektonickou hodnotu. Irbílská citadela byla v roce 2014 zapsána na seznam světového dědictví UNESCO.